# Taharana bifurcata
Taharana bifurcata är en insektsart som beskrevs av Nielson 1982. Taharana bifurcata ingår i släktet Taharana och familjen dvärgstritar. Inga underarter finns listade i Catalogue of Life.